# Stefan Siczek
Stefan Siczek (* 20. September 1937 in Siczki; † 31. Juli 2012 in Radom) war ein römisch-katholischer Geistlicher und Kirchenrechtler sowie Weihbischof in Radom.

## Leben
Stefan Siczek besuchte das Kleine Missionsseminar in Krakau. Nach seinem Abschluss am Lyzeum in Radom trat er 1955 in das Priesterseminar in Sandomierz ein und absolvierte seine theologische und philosophische Ausbildung. Der Bischof von Sandomierz, Jan Kanty Lorek CM, spendete ihm am 27. Mai 1961 in Sandomierz die Priesterweihe. Er war von 1961 bis 1963 Kaplan in St. Paul in Sandomierz und absolvierte ab 1963 an der Katholischen Universität Lublin ein kirchenrechtliches Promotionsstudium und wurde 1967 zum Doktor der Rechte (iur. can.) promoviert. Er war Kaplan in Sucha (1967/69) und in Ćmielów (1969/72).
In Warschau absolvierte er 1973 ein Aufbaustudium. Von 1972 bis 1986 war er Dozent und geistlicher Leiter im Priesterseminar in Sandomierz. In den Jahren 1986 bis 1992 war er als Kaplan an der Generalversammlung Haus der Jungfrau Maria Mägde in Mariówka. Er arbeitete zudem als Dozent am Priesterseminar in Radom und am Institut für Theologie der Kardinal-Stefan-Wyszyński-Universität Warschau.
Papst Johannes Paul II. ernannte ihn am 25. März 1992 zum Titularbischof von Dagnum und zum Weihbischof im Bistum Radom. Der Erzbischof von Warschau, Józef Kardinal Glemp, spendete ihm am 11. April desselben Jahres die Bischofsweihe; Mitkonsekratoren waren Stanisław Nowak, Erzbischof von Częstochowa, und Edward Henryk Materski, Bischof von Radom. Sein Wahlspruch lautet Vivere Evangelio (Nach dem Evangelium leben).
Er war Generalvikar und Dekan des Kapitels der Wallfahrtskirche Unserer Lieben Frau von Ostra Brama in Skarżysko-Kamienna (Sanktuarium Matki Bożej Ostrobramskiej w Skarżysku-Kamiennej). 
Nach dem Tod von Bischof Jan Chrapek am 18. Oktober 2001 wurde er zum Diözesan-Administrator ernannt. Dieses Amt wurde ihm nochmals übertragen, nachdem Bischof Zygmunt Zimowski am 18. April 2009 zum Präsidenten des Päpstlichen Rates für die Pastoral im Krankendienst ernannt wurde.
2011 wurde er zum Ehrenbürger seiner Heimatgemeinde Jedlnia-Letnisko ernannt.